# Segregación de seguridad
La segregación de seguridad, en el contexto de los valores, se refiere a las reglas reguladoras que requieren que los activos del cliente en una institución financiera (generalmente son brókers) se mantengan separados de los activos del mismo bróker en una cuenta segregada.
Por ejemplo, en los Estados Unidos la ley (en particular la Regla SEC de protección al cliente: Regla 15c3-3) requiere que un bróker tome medidas para mantener separadas (segregadas) las cuentas de los clientes, de su propia cuenta.
Esta regla sirve para:
- Limitar el uso de los valores del cliente por parte del bróker para respaldar sus propias actividades comerciales;
- Facilitar la pronta devolución de los valores a los clientes en caso de insolvencia del bróker.[3] En muchas jurisdicciones, las cuentas segregadas no se pueden utilizar para pagar a los acreedores durante una liquidación porque los valores deben ser devueltos directamente a los clientes.

Esta regla nació en los años 1960 debido a problemas en los mercados de valores de los EE. UU. Cuando los corredores quebraban, no podían devolver los valores a sus clientes ya que las cuentas de los clientes y sus propias cuentas no estaban separadas.